# ビル・クリントン
ビル・クリントン（英語: Bill Clinton）、本名ウィリアム・ジェファーソン・クリントン（William Jefferson Clinton、1946年8月19日 - ）は、アメリカ合衆国の政治家。第42代アメリカ合衆国大統領（在任: 1993年1月20日 - 2001年1月20日）。愛称はババ（Bubba）。民主党に所属し、第50代アーカンソー州司法長官、第40・42代アーカンソー州知事を歴任した。第二次世界大戦終結後に出生した最初の大統領である。

## 来歴

### 生い立ち
アーカンソー州ホープで誕生する。ビルが生まれる約3ヵ月前に自動車事故で死去した父のウィリアム・ジェファーソン・ブライス・ジュニア（William Jefferson Blythe, Jr.）と同じ名を与えられ、ウィリアム・ジェファーソン・ブライス3世と呼ばれた。ビルが生まれた後、母のヴァージニア・キャシディ・ブライスは、看護師の勉強のためニューオーリンズへと移り、ビルは4歳になるまでホープにある母方の祖父母のもとで育つ。
1950年、ニューオーリンズから戻った母が自動車販売店を営むロジャー・クリントンと再婚し、義父・母と3人で暮らし始めた。1953年、一家は同州ホットスプリングスへ移り住む。義父は強度のアルコール中毒であり、自宅内で頻繁に暴力を振るった。ビルが小学生のころ、酒に酔った義父が発砲した弾丸がビルの耳元をかすめる事件がおきるなど不遇の少年時代であった。1956年には異父弟のロジャー・キャシディ・クリントンが誕生する。その後ビルは自ら姓をブライスからクリントンへ正式に改めている。

### 学生時代
高校在学中の1963年の夏にボーイズ・ステイトで選出されたアーカンソー州上院議員としてボーイズ・ネイションに参加し、ホワイトハウスに招かれてケネディ大統領と握手する機会を得た。1964年にジョージタウン大学外交学部に入学し、在学中フルブライト上院議員のもと外交委員会で働いた。大学4年生の時義父が死去している。
1968年に同大学を卒業し、22歳の時にホワイトハウス実習生になる。フルブライト議員の選挙運動に参加した後、ローズ奨学生としてオックスフォード大学へ2年間留学したことで徴兵を免れた。徴兵を逃れたにもかかわらず、イギリスではしばしばベトナム反戦運動に参加していた。さらにイギリスでマリファナを吸引したことが後に明らかにされている。

### 弁護士時代
帰国後にイェール・ロー・スクールに入学し、在学中にヒラリー・ローダムと出会う。1972年アメリカ合衆国大統領選挙では、民主党候補のジョージ・マクガヴァンの選挙運動に参加した。1973年に法務博士号を取得して卒業し、その後アーカンソー大学フェイエットビル校ロースクールで教鞭を取った。

### 政治家

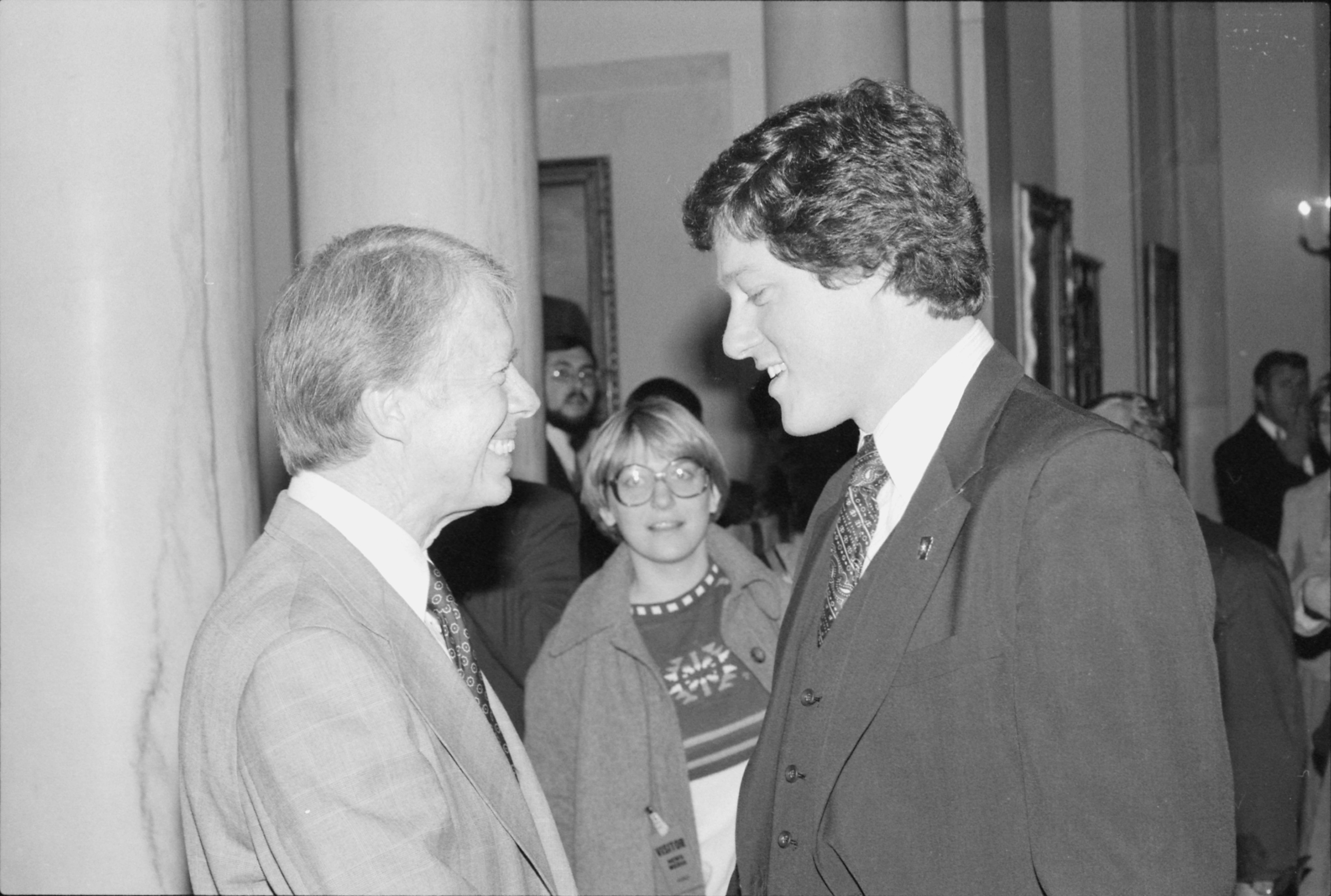
1978年の州知事初当選時。カーター大統領（左）と

1974年の中間選挙で連邦下院議員選挙に出馬し、アーカンソー州3区の民主党予備選で勝利する。本選挙ではウォーターゲート事件による追い風があったものの、共和党の現職候補に対して僅差で敗北する。
1975年にヒラリー・ローダムと結婚した。1977年にはアーカンソー州司法長官選挙に出馬し、民主党予備選挙で勝利。本選挙では共和党からの対抗候補が出ず、無投票で当選した。1976年アメリカ合衆国大統領選挙では民主党候補のジミー・カーターの選挙運動に参加した。
1978年、アーカンソー州知事選挙の民主党予備選に勝利した後、新人同士の本選挙を制して初当選。32歳の若手知事として話題となった。知事としては同州の教育水準の向上や道路の整備などに取り組んだ。1980年娘のチェルシーが誕生する。同年の春、他州に収容されていたキューバ人難民をアーカンソー州の州軍施設に移したいというカーター大統領からの要請があり、これについて市民から不安の声が上がったものの、州軍指揮者たるクリントン知事はこれを容認した。しかし難民がアーカンソーに移された後に暴動を起こしたことから、クリントンにとって政治的ダメージとなった。これに加えて道路整備の財源確保のための自動車登録料値上げを行ったことも災いし、再選をかけた同年の知事選に現職でありながら敗れた（当時のアーカンソー州知事の任期は2年）。

次の1982年の州知事選挙では当選して、知事へのカムバックを果たした。以後1984年、1986年、1990年と連続当選を果たした。アーカンソー州知事時代には南部成長政策理事会理事長や全米知事協会副会長、全米知事協会会長、全州教育委員会委員長を歴任し、1992年アメリカ合衆国大統領選挙までは、知事を務めた。

## 大統領

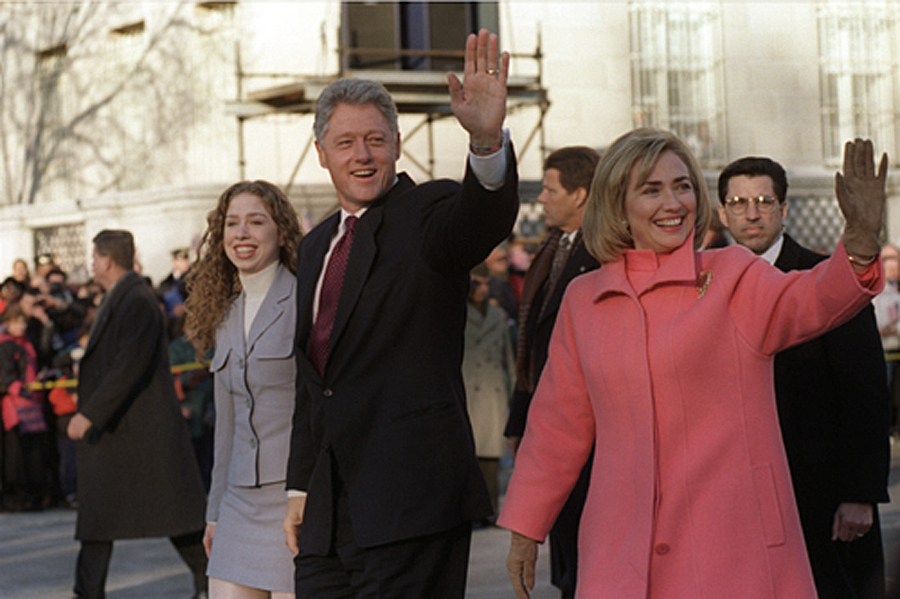
2期目の大統領就任式に出席するため、妻のヒラリー・娘のチェルシーらと共に行進するクリントン（1997年1月20日）

大統領選挙戦では、民主党予備選挙に勝利し、前回の選挙に出馬したアル・ゴアを副大統領候補に選んだ。その後は前大統領のネガティブ・キャンペーンに敗れたマイケル・デュカキスの選挙スタッフを重用し、守りを固めた。1992年アメリカ合衆国大統領選挙で外交問題で成果のあった現職のジョージ・H・W・ブッシュ（共和党）に勝利して当選し、翌年の1993年1月20日に第42代アメリカ合衆国大統領に就任した。第二次世界大戦後のベビーブーム世代初の大統領である。また当時では珍しい軍歴の無い大統領でもあった。1996年アメリカ合衆国大統領選挙で共和党候補のボブ・ドールに勝利して再選され、大統領を2期8年に渡って務めた。
「永年の平和活動への貢献」に対しガンディー平和賞が与えられているが、この賞の創設者が逮捕され起訴されたため後に返上している。日本では1992年アメリカ合衆国大統領選挙の際にCMでケネディ大統領と握手をしたシーンがたびたび放送された。
なお就任時の年齢は46歳154日、退任時の年齢は54歳154日である。就任年齢はセオドア・ルーズベルト、ケネディに次ぎ3番目(選挙により選ばれた年齢の場合はケネディとセオドア・ルーズベルトが入れ替わる)、退任年齢は6番目(任期中の死亡を除けば4番目、ただし1期目の退任後再選したグロバー・クリーブランドは除く)の若さだが、連続2期8年間務めた大統領としては就任・退任年齢とも最年少であり、さらに2020年5月にはジェームズ・マディソンの19年3か月の記録を更新し、退任後最長寿の元大統領となっている。

### 政策

#### 内政

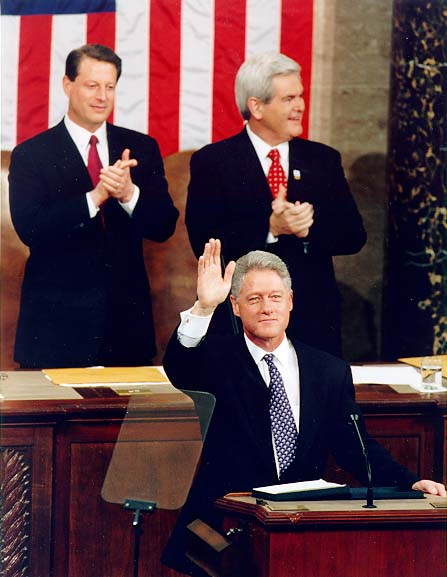
1997年の一般教書演説にて。上段左はアル・ゴア上院議長（副大統領）、右はニュート・ギングリッチ下院議長

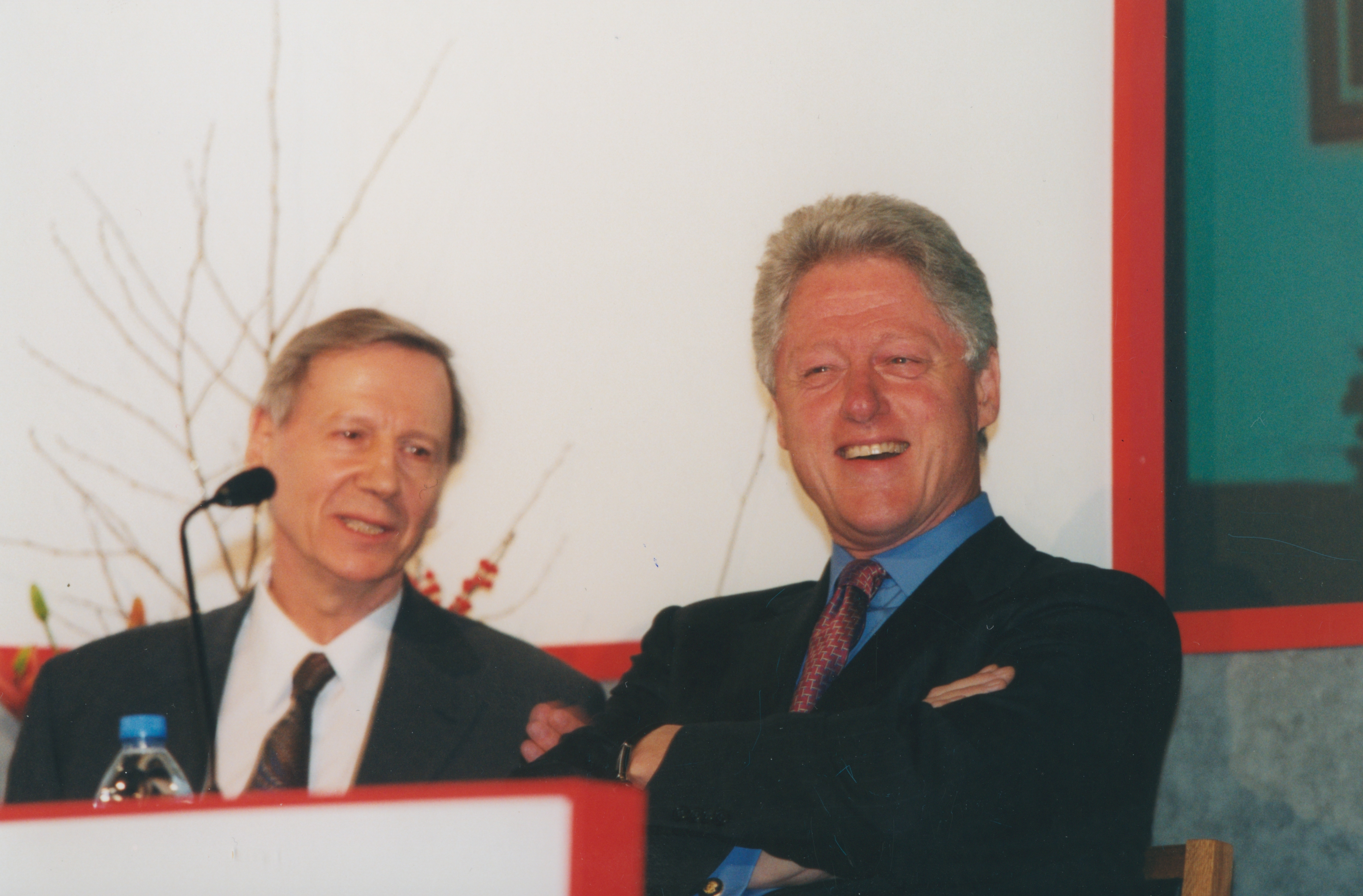
アンソニー・ギデンズと（2001年12月13日）

大統領選挙では中道や保守派からその左派的色彩を批判され、徐々に中道よりへの修正を図った。これは当時の東西冷戦の終結なども影響しているが、1994年の中間選挙以後は政策の一貫性の無さがしばしば批判の対象にされる。民主党では相対的にやや右寄りに位置するが、これは党内のスタンスであって、あくまで彼自身は第三の道サミット に参加していることなどから中道左派である。もっとも、パメラ・ハリマンから政治資金の提供を受けており、彼女の属する閨閥に施政を左右された。急進リベラルからは歴代の民主党政権の中では最も保守的とされたが、一方で保守派からは「社会主義者」と呼ばれる。
安全保障や外交を重視していたジョージ・H・W・ブッシュ大統領を、大統領選挙で「It's the economy, stupid! （経済こそが問題なのだ、愚か者!）」と揶揄したように経済最優先を掲げたクリントン政権はその当初から経済政策に力を入れる。アメリカ経済の中心を重化学工業からIT・ハイテクに重点を移し（インターネット・バブル）、平時では史上最長の好景気をもたらし、インフレ無き経済成長を達成したという意見がある。1996年には、好景気を背景にアトランタオリンピックを開催した。また、1994年のニュート・ギングリッチ率いる共和党が中間選挙で上下両院を奪還すると、共和党のお株を奪うべく、双子の赤字である財政赤字削減に動き出す。アラン・グリーンスパンFRB議長の助言の下に均衡財政を目指し、財政赤字を完全に解消して、2000年には2300億ドルの財政黒字を達成したが貿易赤字の解消は果たせなかった。これらの経済政策はロナルド・レーガン政権で行われたレーガノミクスに対し、「クリントノミクス」と呼ばれる。均衡財政はクリントンが退任する2001年まで続いた。税制ではレーガノミクスで引き下げられた高額所得者の所得税率を引き上げた。元来、クリントンは大統領選挙などで『忘れ去られた中間層』というキャッチフレーズの下で中間層の減税を実施し貧困層をターゲットにした政策を打ち出してきたが、このような民主党の方針を大幅に転換した。レーガン時代からの規制緩和や減税をさらに協力に推し進めたことになり、「民主党・共和党の間で経済学上のイデオロギー的対立軸はなくなり、もはや（共和党員でリバタリアンの）アラン・グリーンスパンもビル・クリントンも簡単に見分けがつかなくなった」と評される程だった。
教育を重視し、学校へのPC導入などIT教育を推進し、同業界への利益誘導に貢献した。その他就学前児童の早期教育プログラムの拡大と移民の英語教育の充実を図った。後期には「強いドル」政策を実行し、他国の通貨に対してドル高を維持し、海外からの投資を呼び込んだ。また、アル・ゴアの提唱した「情報スーパーハイウェイ構想」を推進し、IT産業の育成とIT化による生産性向上（ニューエコノミー）を押し進めた。

妻のヒラリーが提案した医療保険制度改革を試みたが、民間保険会社や企業などからの法案反対活動でこの国民皆保険制度は成立させることは出来なかった。

#### 外交
ブッシュ政権が国内問題・経済問題を軽視していると批判し、ホワイトハウスに上り詰めたクリントンだったが、その公約の通り外交は不得意分野だった。彼の政治キャリアはアーカンソーの地方政治に限定されており、また、彼が頼りにすべき民主党も外交に関する人材は不足していた。その外交姿勢は、場当たり的だという批判にさらされている。政権の後期には外交に力を入れ、中東和平や朝鮮半島問題などに尽力したが、さしたる成果のないまま時間切れに終った。

##### 南北アメリカ
北アメリカ地域ではアメリカ合衆国、メキシコ、カナダが自由貿易圏をつくり、関税障壁を無くすというNAFTA（北米自由貿易協定）に調印した（1994年1月1日発効）。

##### 日本
自動車を中心とした貿易摩擦を契機として、すでにジョージ・H・W・ブッシュ政権時代の1989年から日米構造協議がもたれるようになっていた。クリントン政権では、ロイド・ベンツェン財務長官の主導により円高政策が強力に推し進められ、日本の輸出産業に円高不況と呼ばれる程の深刻な打撃を与えた。日本政府に対しては減税や銀行への公的資金の投入、スーパー301条に基づいた市場開放を高圧的に内政干渉にも近い形で要求した。日米包括経済協議の開催と、アメリカ合衆国連邦政府による日本政府への「日米規制改革および競争政策イニシアティブに基づく要望書（年次改革要望書）」もクリントン政権からである。
1993年に初来日した。
政権の後半にかけては対日関係の修復に動き、特に日米の安全保障問題に関して、概ね伝統的な日米関係を基軸としながら、その深化を図った。1995年に策定されたジョセフ・ナイ国防次官補らによる所謂「ナイ・イニシアティヴ」に基づき、冷戦後におけるアジア太平洋への関与を再定義し、日米同盟をその機軸と位置づけた。1996年には日米防衛協力のための指針（新ガイドライン）を策定し、冷戦後における日米同盟の新たな定義付けを行った。

###### 大統領としての訪日
大統領として5度訪日している。

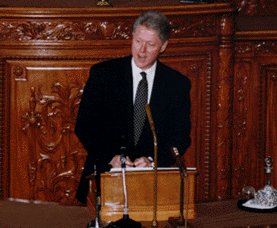
国会で演説（1996年）

- 第1回：1993年7月6日から7月10日にかけて東京サミット出席のため訪日。宮澤喜一首相と会談。
- 第2回：1996年4月16日から4月18日にかけて訪日。橋本龍太郎首相と会談。国会で演説[11]。
- 第3回：1998年11月19日から11月20日にかけて訪日。小渕恵三首相と会談。
- 第4回：2000年6月8日、小渕恵三首相の葬儀に参列するため訪日。
- 第5回：2000年7月21日から7月23日にかけて九州・沖縄サミット出席のため訪日。森喜朗首相と会談。

##### 中国
経済関係においては親中の傾向が強く、今後の主要な貿易相手国として中国に恒久的な最恵国待遇を与える一方、同盟国の日本には貿易問題などで厳しい態度を取った。在任中には「チャイナゲート」と呼ばれる中国共産党政府から選挙資金を得た疑惑も起き、与党の民主党政権のみならず、野党の共和党も追及される大きな騒動となった。
1998年の中国訪問時には、江沢民国家主席（当時）との会談で「台湾の独立不支持、二つの中国および一中一台の不支持、台湾（中華民国）の国連等国際機関への加盟不支持」（三つのノー）を表明。この訪中では、クリントンが日本に立ち寄ることなく9日間にわたって中国に滞在したため、日本からは「ジャパン・パッシング」（日本無視政策）と非難され、日本の政財界に戦後共有されていた「民主党＝反日・親中」という事実を改めて再確認させることとなった。帰国後しばらくして対台湾問題についてはアメリカ国内法である台湾関係法を優先するとし、第三次台湾海峡危機でもそれに準じた対応を行った。

##### 北朝鮮
北朝鮮との間では寧辺核施設の先制攻撃を準備 までするも、当時の韓国の金泳三大統領に制止され、結局核兵器の開発放棄と引き換えにKEDOを発足させたが、監視体制などを厳密に構築せず、結果的に北朝鮮の核武装の防止に失敗した。政権末期には政権のレガシー作りとして北朝鮮との交渉に力を入れ、オルブライト国務長官に続きクリントン自身の訪朝さえ視野に入っていたとされるが、大統領選でのブッシュ勝利や核開発疑惑により頓挫した。

##### ベトナム
ベトナムとの間では、元々ベトナム戦争に反対していた事もあり、1994年にベトナム戦争終結の1975年4月から19年間におよんだベトナムに対する貿易禁止の撤廃を発表し、翌年にはアメリカとベトナムの国交を正常化させた。

##### 中東
中東地域では湾岸戦争後に中東和平に尽力したジョージ・H・W・ブッシュ前大統領の貢献もあり和平の機運が高まる中、ノルウェーの仲介により、いわゆるオスロ合意を締結。米国は直接交渉に関与したわけではなかったが、クリントンはその立会人となった。また1994年のイスラエル・ヨルダン平和条約を後押しした。
しかしパレスチナ自治政府が成立すると、イスラエル・パレスチナ双方で強硬派がオスロ合意に反対し、イツハク・ラビン首相が暗殺されると、強硬派のベンヤミン・ネタニヤフが首相に選出され和平交渉は停滞した。1999年にエフッド・バラクがイスラエルの首相になると、和平交渉は再開された。しかし、2000年3月イスラエルとシリアの和平交渉を仲介するも失敗に終わる。7月、キャンプデービットにバラク首相とアラファト議長を招いて中東和平交渉を仲介するも、アラファトは言葉を濁したため「クリントン・パラメーター」（ヨルダン川西岸地区の97%とガザ地区全域をパレスチナ国家として認める）は実現しなかった。クリントンは、残り半年の任期中に交渉を結実させようと15日間に渡り徹夜で両者を説得したが、バラク、アラファト双方の溝は最後まで埋まらず、中東和平交渉は決裂した。その後、9月にパレスチナ自治区にて第2次インティファーダ（民衆蜂起）が起こり情勢が悪化することとなった。
また、クリントンはブッシュ親子同様にサダム・フセインを敵視しており、国連安保理の承認を得ないまま、1998年には米英軍により、イラクの首都バグダッドなどの軍事施設に対する巡航ミサイル「トマホーク」などを使った大規模な空爆を開始し、砂漠の狐作戦を行った。

##### ヨーロッパ
ヨーロッパ地域では、ロシアとの融和や西ヨーロッパ諸国の協調などを基調に行動した。旧ユーゴスラヴィアで発生したボスニア・ヘルツェゴビナ紛争の和平調停に乗り出し、和平協定締結に成功した。だが、コソボ紛争に対するNATO軍単独での武力介入（1999年）は、ロシアや中国との協調関係に亀裂を生じさせた。特に中国は大使館が誤爆されたことに当時の中華人民共和国副主席胡錦濤がテレビ演説で抗議する事態となり、ホワイトハウスなどアメリカ政府のウェブサイトは中国からサイバー攻撃を受けた。また、このユーゴ空爆は「人道のためには国連決議無しで武力行使しても良い」とする「前例」を産み出した。ただし、介入それ自体は未だに賛否両論である。

##### アフリカ
アフリカ地域では、1993年に第二次国際連合ソマリア活動の一員としてソマリア内戦に介入した。これは、前任者のブッシュが第一次国際連合ソマリア活動で人道支援（人道的介入）を掲げたのに対して無政府状態を解消する国家建設（Nation-building、State-building）を目的とした平和強制の最初の例である。これにより、一時的に援助物資の輸送路が確保され、1日平均の餓死者を1⁄3以下に激減させる効果を上げた。だが、モガディシュの戦闘では多数の死傷者を出し、世論の反発からアメリカ軍はソマリアから撤退することとなった。結局、アメリカ軍主導であった国連ソマリア活動そのものも失敗に終わった。この事件はアメリカが国連平和維持活動に消極的となった一因とされ、結果、ルワンダ虐殺などの非人道的行為に関してクリントン政権は傍観したと批判されるようになった。
また、1998年にはアルカーイダの関与した1998年アメリカ大使館爆破事件への報復を名目として、アフガニスタンとともにスーダンをミサイル攻撃した。この際スーダンの医薬品の5割以上を供給していた工場が、「化学兵器工場」であるとして破壊された。

##### その他
他には政権末期においてレームダックから来る政治的空白から、世界貿易機関（WTO）シアトル会議を決裂させたなどの点が一部で指摘されている。
また退任直前に176人の服役囚に対し恩赦を実施（特赦140人・減刑36人）したが、この中に脱税などの容疑がかけられ逮捕直前に国外逃亡していた実業家マーク・リッチなどが含まれていたため批判の対象になっている。

#### 閣僚
| 職名             | 氏名                             | 任期        |
| ---------------- | -------------------------------- | ----------- |
| 大統領           | ビル・クリントン                 | 1993 - 2001 |
| 副大統領         | アル・ゴア                       | 1993 - 2001 |
| 国務長官         | ウォーレン・クリストファー       | 1993 - 1997 |
| 国務長官         | マデレーン・オルブライト         | 1997 - 2001 |
| 財務長官         | ロイド・ベンツェン               | 1993 - 1994 |
| 財務長官         | ロバート・ルービン               | 1995 - 1999 |
| 財務長官         | ローレンス・サマーズ             | 1999 - 2001 |
| 国防長官         | レス・アスピン                   | 1993 - 1994 |
| 国防長官         | ウィリアム・J・ペリー            | 1994 - 1997 |
| 国防長官         | ウィリアム・コーエン             | 1997 - 2001 |
| 司法長官         | ジャネット・レノ                 | 1993 - 2001 |
| 内務長官         | ブルース・バビット               | 1993 - 2001 |
| 農務長官         | マイク・エスピー                 | 1993 - 1994 |
| 農務長官         | ダニエル・R・グリックマン        | 1994 - 2001 |
| 商務長官         | ロナルド・H・ブラウン            | 1993 - 1996 |
| 商務長官         | ミッキー・カンター               | 1996 - 1997 |
| 商務長官         | ウィリアム・M・ダレー            | 1997 - 2000 |
| 商務長官         | ノーマン・ミネタ                 | 2000 - 2001 |
| 労働長官         | ロバート・B・ライシュ            | 1993 - 1997 |
| 労働長官         | アレクシス・M・ハーマン          | 1997 - 2001 |
| 保健福祉長官     | ドナ・E・シャララ                | 1993 - 2001 |
| 教育長官         | リチャード・ウィルソン・ライリー | 1993 - 2001 |
| 住宅都市開発長官 | ヘンリー・G・シスネロス          | 1993 - 1997 |
| 住宅都市開発長官 | アンドリュー・クオモ             | 1997 - 2001 |
| 運輸長官         | フェデリコ・F・ペーニャ          | 1993 - 1997 |
| 運輸長官         | ロドニー・E・スレーター          | 1997 - 2001 |
| エネルギー長官   | ヘイゼル・オレリー               | 1993 - 1997 |
| エネルギー長官   | フェデリコ・F・ペーニャ          | 1997 - 1998 |
| エネルギー長官   | ビル・リチャードソン             | 1998 - 2001 |
| 退役軍人長官     | ジェッセ・ブラウン               | 1993 - 1997 |
| 退役軍人長官     | トーゴー・D・ウェスト・ジュニア  | 1998 - 2000 |
| 退役軍人長官     | ハーシェル・W・ゴッバー (act.)   | 2000 - 2001 |

### スキャンダル

#### 金銭的
クリントンには、1992年アメリカ合衆国大統領選挙前から多くの疑惑やスキャンダルが存在していた。なおこの多くに妻のヒラリーが関係しており、ヒラリーが後に大統領選挙において落選する原因の一つとなった。
- ホワイトウォーター疑惑（英語版） - アーカンソー州知事時代、知人と不動産開発会社「ホワイトウォーター」を共同経営、不正土地取引や不正融資を行った疑惑。「ウォーターゲート事件以来の大統領不正疑惑」と騒がれ、議会によって調査委員会が設けられ、およそ8年間に渡って徹底的な調査が行われたが、結局確かな証拠は見つからなかった。捜査の過程で最も真相に近い証人と目されていた次席法律顧問のヴィンセント・フォスターが自殺している。ちなみに後述のモニカ事件で有名になったケネス・スター独立検察官は、このホワイトウォーター疑惑の追及の中心人物である。
- トラベルゲート - 知人の旅行業者をホワイトハウスの旅行事務所の責任者にするため、ヒラリーが「不正な経理が行われている」という理由でホワイトハウス旅行事務所の全員を解雇した。このため、解雇された元事務員らから告訴されている。
- ファイルゲート - FBIが持つ共和党の要人の個人情報を不正に入手し、政治的攻撃に利用していた疑い。これもヒラリーが中心人物と見なされている。
- 大統領次席法律顧問の自殺 - 次席法律顧問のヴィンセント・フォスターが、公園で口にくわえたピストルを発射させて自殺した。フォスターはホワイトウォーター疑惑やトラベルゲートについて、最も真相に近い人間とされていた。ちなみにフォスターはかつてヒラリーと同じ法律事務所にいて、彼女の愛人とも言われていた。
- ベトナム徴兵忌避疑惑 - ベトナム戦争時、オックスフォード大学に留学しており、召集令状をかけられたのにもかかわらず徴兵忌避した疑惑。その後、1973年に徴兵制が廃止された後に軍役が「抽選制」になり、クリントンがこの抽選に応募したところ、順位が非常に低く徴兵されなかった。

#### 性的

##### ポーラ・ジョーンズとモニカ・ルインスキー
クリントンは大統領就任以前から多くの女性と不倫関係にあり、これは大統領選挙の最中から政敵の攻撃材料にされていた。1991年にアーカンソー州知事時代に起こした性的関係により、1997年にポーラ・ジョーンズに訴訟を提起されたクリントン大統領は、在職中の民事訴訟免責を主張したものの最高裁が全員一致でこの申し立てを却下し、訴訟は差し戻されて本格的な審理が始まった。この訴訟で行った宣誓供述ではクリントンはジョーンズとの性的関係を否定していた。

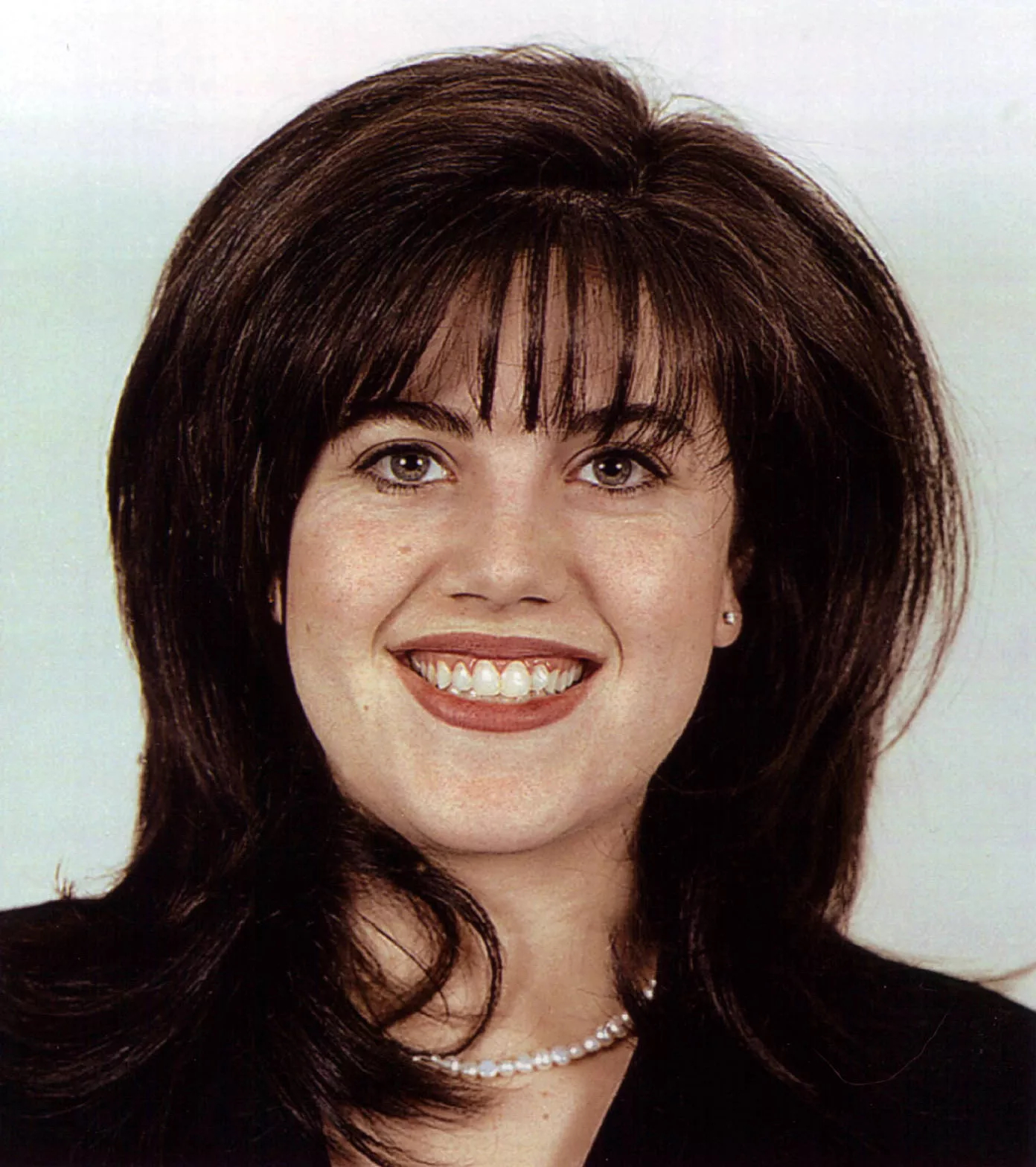
モニカ・ルインスキー

しかし、このジョーンズとの訴訟からクリントン政権に大きなダメージを与えた、いわゆる「モニカ・ルインスキー事件」が発覚した。ルインスキーは1998年にジョーンズ訴訟の参考人として裁判所へ宣誓供述書を提出していた。ルインスキーは当初は自らはクリントンとの肉体関係を否定していたものの、本人が自らがホワイトハウス内で性行為の事実を証言するにあたり「ルインスキーさんと不適切な関係を持った」(I did have a relationship with Ms. Lewinsky that was not appropriate.) と告白せざるを得ない状況に追い込まれ、「不適切な関係(relationship that was not appropriate.)」は同年の流行語となった。大統領の「品格」を問われる事態に世論からも批判が沸き起こり、アメリカ合衆国大統領としては第17代のアンドリュー・ジョンソン以来の弾劾裁判にかけられた。
下院による訴追で行われた上院での弾劾裁判では50対50・45対55と有罪評決に必要な2/3には達せず、辛うじて大統領罷免は免れた。しかし、アメリカ合衆国大統領は多民族国家であるアメリカ合衆国を束ねる大司祭 という面があるとされ、このスキャンダルの過程で、「聖域」であるはずの大統領執務室に隣接した書斎で、クリントンが研修生のルインスキーとオーラルセックスに及んだこと、その際に大統領執務室に常備されていた葉巻を持ち込んで、性器に挿入するなど「不適切」に使ったこと、ルインスキーの証言により精液で彼女の衣服を汚したことなどがマスコミに暴露され、「大統領職としての権威を大きく失墜させた」と非難された。
尚、この際に妻であり自らの政治的野心があった（実際にその後大統領選挙に立候補し敗北した）ヒラリーの「寛大な援護」と民主党の根強い支持によって、これを乗り切った。
しかしクリントン政権は、このルインスキー事件の進展にタイミングを合わせるかのようにアフガニスタンやスーダンへの爆撃を行い、「スキャンダルから目をそらさせるための爆撃」だと批判された。なおこれは9.11テロ後、これが1993年2月26日にニューヨークで起きた世界貿易センター爆破事件やその後のテロ未遂事件に対する報復・牽制的な攻撃であり、後のアルカイダなどとの対テロ戦争の前哨戦的なものであったという意見もある。とはいえ、この品性に欠けるスキャンダルが2000年アメリカ合衆国大統領選挙に与えた影響は大きく、自身の政権で副大統領を務めたアル・ゴアが敗北する一因ともなった。

##### ジェフリー・エプスタイン
クリントンは大統領当選以前から不倫疑惑からレイプ疑惑まで様々な性的スキャンダルはささやかれていた。又、児童売春で有罪となり、ペドファイルの世界的シンジゲートを作った実業家ジェフリー・エプスタイン（拘留中に死亡）と親しくしており、買春女性とのセックスパーティーが行われた別荘に何度も出入りし、また女性にマッサージをさせる写真を撮影されている。
なお同じ民主党のケネディ大統領は、「ホワイトハウス不倫」の先輩格に当たり、1980年代後半に公表されたFBIの報告によると、ホワイトハウスを監視していたFBI当局は在任2年10か月の間に、ケネディ大統領がホワイトハウス内で親密な関係を持った女性を少なくとも32名リストアップしている。

### 大統領退任後
大統領退任後は退任直前に上院議員となったヒラリーの選挙区であるニューヨーク市のハーレムにオフィスを構え、世界中で講演会活動などを行っており、多額の謝礼金を得たと非難されている。
なお、クリントン政権のスタッフは、ブッシュ前大統領からホワイトハウスを引き渡された際に、コンピュータのハードディスクを全て取り外されるといういやがらせを受けており、その息子であるジョージ・W・ブッシュのスタッフと交代するときに、キーボードから“W”のキーだけを抜き取るという意趣返しをした。
2003年にはケント・ナガノ指揮ロシア・ナショナル管弦楽団のプロコフィエフ『ピーターと狼』のCDでソ連のミハイル・ゴルバチョフ元大統領らとともに朗読を担当し（正確にはカップリングされているフランスの作曲家、ジャン＝パスカル・バンテュスの「狼のたどる道」の朗読を担当）、グラミー賞の最優秀児童向け朗読アルバム賞を受賞した。
2004年6月、先述のモニカ・ルインスキーとの不倫事件のことなども綴った回顧録『マイライフ クリントンの回想』を出版。発売日には一部の書店に行列が出来るほどの売れ行きを示した。なお同年9月に体調不良を訴え、冠状動脈の異常が見つかり、バイパス手術を受けている。
2004年7月にボストン市で行なわれた民主党全国大会の演説で登壇した際には、満場の拍手と喝采で迎えられた。数々のスキャンダルを巻き起こしたものの、2012年7月にギャラップが行った世論調査では、クリントンに好感を持っていると答えた人は回答者の66%に上り、共和党の支持者でも50%が好ましいと答えている。

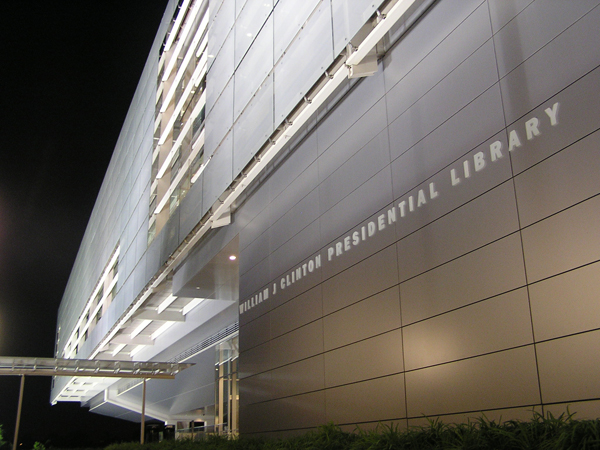
ウィリアム・J・クリントン大統領センター

2004年11月18日には地元アーカンソー州のリトルロックに「ウィリアム・J・クリントン大統領センター（大統領図書館）」がオープンした。
2007年1月、妻であるヒラリーが2008年アメリカ合衆国大統領選挙への出馬を正式に表明した。民主党の候補者指名獲得に向けて、前大統領という抜群の知名度と人気を最大限に利用し、ヒラリーの選挙運動を支援した。時には対立候補のバラク・オバマを非難するコメントを出すこともあったがオバマが民主党の候補者となると徐々に協力する姿勢を明らかにし、オバマがヒラリーを国務長官に指名する際には自らの財団が外国政府から受けた寄付の状況などを公表している。
2009年5月、国際連合よりハイチ担当特別大使に任命された。ハイチは2008年、ハリケーンで甚大な被害を受けていた。2009年8月には平壌を訪問し、北朝鮮当局に拘束されているアメリカ人女性記者2人の解放に向けて交渉し、合意に達した。大統領経験者の訪朝は、1994年6月に金日成主席と会談したカーター以来2人目。
2010年2月11日、胸に違和感を訴え、ニューヨーク市内の病院で、冠動脈の狭窄（きょうさく）部を広げる手術を受けた。経過は良好で、2月12日朝に退院した。2月15日からは、ハイチ地震の復興支援活動を続けた。
2013年には複数回来日している。2月3日、公益財団法人米日カウンシル-ジャパンと駐日アメリカ合衆国大使館が主導する官民パートナーシップ「TOMODACHI」のイベントのため大阪に来訪して大学生と交流し、日本と世界の将来について話し合った。同年11月16日、千葉県浦安市で行なわれた「第2回世界オピニオンリーダーズサミット」に出席した。
2013年11月20日には大統領自由勲章を受賞した。
2015年、妻のヒラリーが2016年アメリカ合衆国大統領選挙に立候補し、民主党予備選挙を勝ち抜いて大統領候補になったが、上記のような自らとヒラリーが過去に起こした様々なスキャンダルに足を引っ張られたこともあり、2016年11月8日に行われた2016年アメリカ合衆国大統領選挙でドナルド・トランプに敗れた。
2020年大統領選挙では妻ヒラリーとともに、ニューヨーク州におけるジョー・バイデンとカマラ・ハリスへの投票を誓約している民主党選挙人の一人を務めた。バイデンとハリスの当確が出た後の11月8日に「アメリカは話し合い、そして民主主義が勝利しました。私たち全員をまとめ、私たち全員に奉仕する大統領当選者と副大統領当選者が生まれました。ジョー・バイデンとカマラ・ハリスに重要な勝利をお祝いします！」とツイートで述べた。
2021年10月12日夜より、尿路感染症に起因する敗血症の疑いでカリフォルニア大学アーバイン校医療センターに入院。抗生物質と輸液を受け、17日に退院した。

## 人物

### 人物像
上記のように過去に数々の政治的、性的スキャンダルを起こしており、特に「モニカ・ルインスキー事件」をはじめとする不倫・強姦・セクハラ行為においては、被害者の1人であるはずの妻のヒラリーがクリントンに寛容な態度を取るだけで無く、事件の揉み消しに走るなどの行動を取ったことから、ヒラリーとの関係は後に「戦略的パートナーシップ」と呼ばれるようになった。
さらに夫婦そろって収賄などの金銭的のみならず性的スキャンダルにも事欠かないことから基本的に倫理観が低い夫婦とみなされており、このことがヒラリーの大統領選挙敗北の一因ともなっている。
クリントンは多くのアレルギーを持った人物であり、大統領就任中はホワイトハウスで猫を飼っていたが、猫アレルギーであった。この他にも牛乳・チーズ・豚肉・植物などにアレルギー反応が出てしまったといわれている。特に植物アレルギーは重度のものでホワイトハウスでは芝の花粉に悩まされており、花粉の飛ぶ季節は居住部の窓は締め切り、刈り取り時には外出するなどの対策を講じていた。
身長は6フィート2インチ（約188センチメートル）である。
アーカンソー州知事時代の1992年に同州在住でジュニアオリンピックの野球競技で代表に選ばれた少年から「家庭の経済事情から参加費用500ドルが支払えないので助けて欲しい」という陳情の手紙を受け取った。クリントンはすぐさまポケットマネーで500ドルの小切手を切って少年は無事参加することができた。この少年こそ後にMLBで10年以上外野手として活躍するトリー・ハンターである。ハンターは後年このことを「物凄く早く対応して貰って驚いた。そして、後に大統領になるなんて思ってもみなかった。今でも彼には感謝している。」と振り返っている。

### 語録
- "It's the economy, stupid!"「経済こそが問題なのだ、愚か者!」（1992年アメリカ合衆国大統領選挙の際のスローガン）
- "When I was in England I experimented with marijuana a time or two, and I didn't like it. I didn't inhale."「イギリスにいたとき、マリファナを1回か2回試してみた。でも、好きじゃなかった。吸い込まなかったんだ。」（最初の大統領選挙でマリファナ吸引疑惑をかけられた時）
- "I was opposed to the war but I love my country."「私はベトナム戦争には反対だが、自分の国を愛している」（ベトナム戦争徴兵忌避疑惑を問われて）
- "I did have a relationship with Ms Lewinsky that was not appropriate. In fact, it was wrong. It constituted a critical lapse in judgment and a personal failure on my part for which I am solely and completely responsible."「私はルインスキーさんと、適切で無い関係を持った。実際、それは間違ったことだった。重大な判断の誤りであり、私一人が完全に責任を負うべき個人的な失敗である。」（1998年8月、モニカとの関係を認める釈明スピーチで）
- 「この島(沖縄)での我々の足跡を減らしていくためにできるだけのことをしていく。『良き隣人』であるための責任を真剣に受け止めている」（2000年7月21日、サミットに出席するため沖縄に来たとき、平和の礎で演説）。なお、ハワイには触れない形で沖縄の独立についても言及した。（日本では第2次世界大戦で沖縄に多大な犠牲を強いた歴史に鑑みて、当時は沖縄県民以外から沖縄の独立に触れることは日本共産党や、朝日新聞を筆頭とする左派系新聞でもしないことだったため、報道するマスコミは少なかった）
- 「我々は、紛争よりも協力関係のほうが有効だと証明するために生きている」（2012年 CGI年次会議の開会式にて）
- 1999年に、新世紀を迎えるにあたって「次のミレニアムの人類の未来は我々の世代が決める」と発言した。